# دومينيك كون (لاعب كرة قدم)
دومينيك كون (بالبولندية: Dominik Kun) (22 يونيو 1993 في بولندا - ) هو لاعب كرة قدم بولندي في مركز الوسط. لعب مع بوغون شتشين وفيسلا بوك ‏ وStomil Olsztyn S.A. ‏.

## وصلات خارجية
- دومينيك كون على موقع قاعدة بيانات كرة القدم.إي يو (الإنجليزية)
- دومينيك كون على موقع Soccerway.com (الإنجليزية)